# Pound (Virgínia)
Pound é uma cidade  localizada no estado norte-americano de Virginia, no Condado de Wise.

## Demografia
Segundo o censo norte-americano de 2000, a sua população era de 1089 habitantes.
Em 2006, foi estimada uma população de 1083, um decréscimo de 6 (-0.6%).

## Geografia
De acordo com o United States Census Bureau tem uma área de
6,8 km², dos quais 6,8 km² cobertos por terra e 0,0 km² cobertos por água. Pound localiza-se a aproximadamente 497 m acima do nível do mar.

## Localidades na vizinhança
O diagrama seguinte representa as localidades num raio de 20 km ao redor de Pound.